# Garde royale marocaine
La Garde royale marocaine (arabe : الحرس الملكي المغربي) est un corps militaire des Forces armées royales marocaines, chargé de la garde du roi du Maroc. 
Créée sous sa forme actuelle en 1956, elle est issue de la Garde noire apparue à la fin du XVIIIe siècle à l'initiative du sultan alaouite Ismaïl ben Chérif, selon une habitude commencée en 1088 de recruter des esclaves subsahariens dans les armées marocaines.

## Histoire

### Origines
La Garde Royale marocaine constitue un corps d'armée au service du souverain, héritage de la garde noire dont l'origine remonte à l'époque Alaouite,, à la fin du XVIIIe siècle et qui poursuit la tradition commencée en 1088 de recrutements forcés d'Africains subsahariens. Elle tombe en second plan par la montée du féodalisme des Caïds au XIXe siècle qui s'appuyent sur l'ancien système de police militaire provinciale anciennement nommé Mokhazni et aujourd'hui Forces Auxiliaires.

À l'établissement du protectorat français, la Garde noire compte 500 hommes. L'effectif est ensuite porté à 800 et la Garde est renommée garde chérifienne.

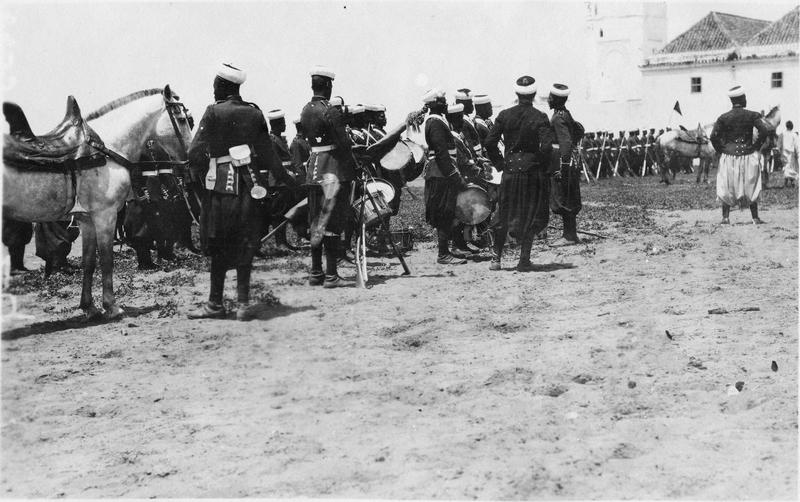
La garde noire en tenue de cérémonie devant une mosquée de Rabat où le sultan prie, en 1916.
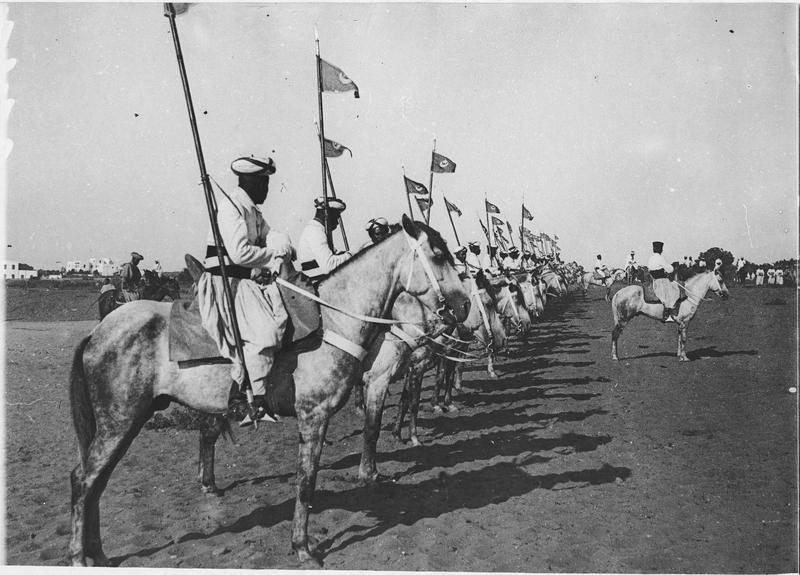
Gardes à cheval en 1917.
Photographie colorisée de l'infanterie de la Garde noire en 1925.
Photographie colorisée de la cavalerie de la Garde noire en 1925.

### Après l'indépendance
Lors de l'indépendance du pays en 1956, le Garde royale est nommée au lieu de Garde Chérifienne et prend sa forme actuelle. Elle est créée et organisée en tant que corps autonome des Forces armées royales. Elle cesse d'être une unité noire mais est constituée de Marocains de toutes origines ethniques.

En 1999, elle compte environ 6000 hommes à pied, 350 cavaliers et 40 artilleurs.

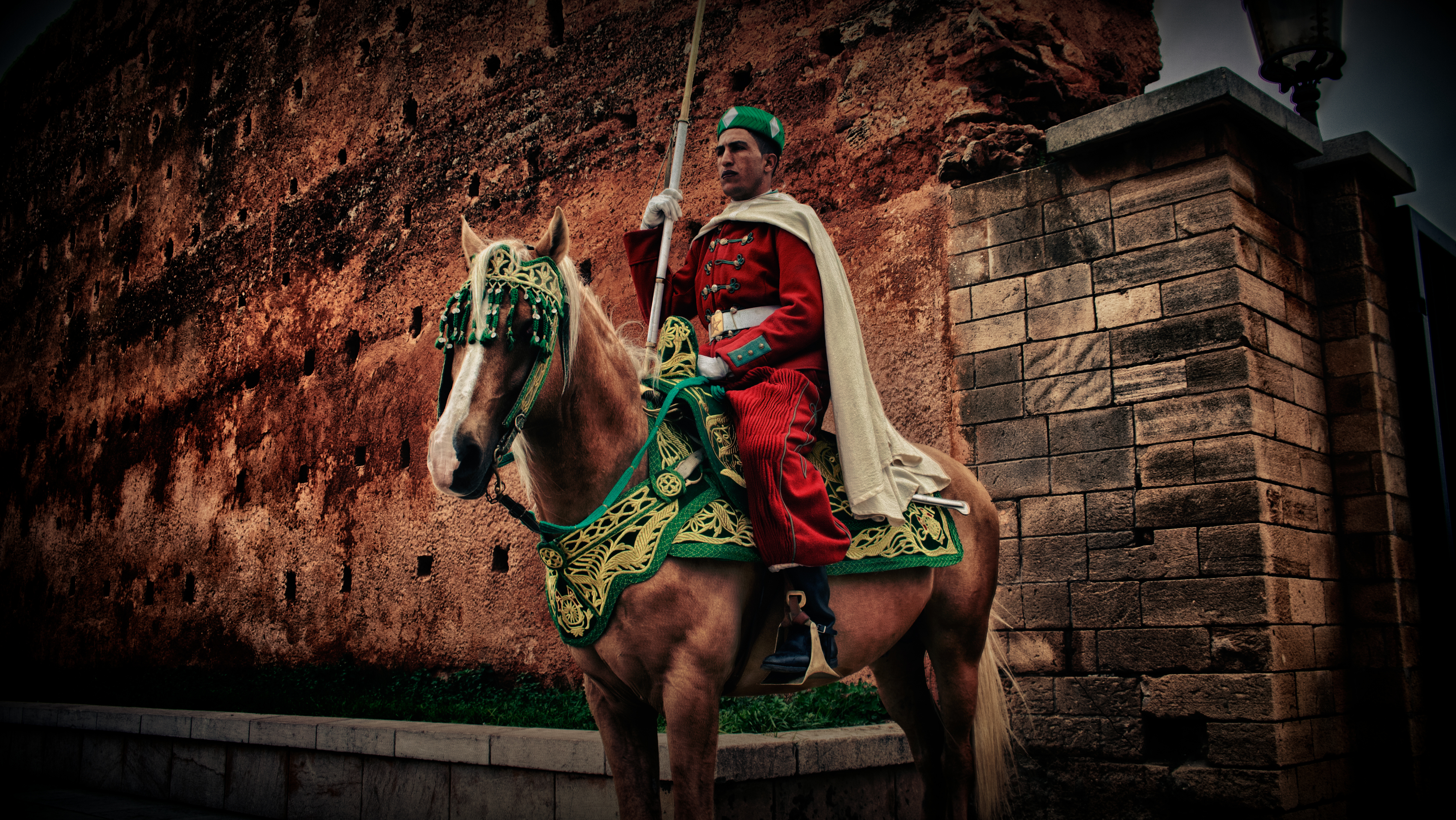
Garde à cheval devant l'entrée du mausolée Mohammed-V, en 2014.
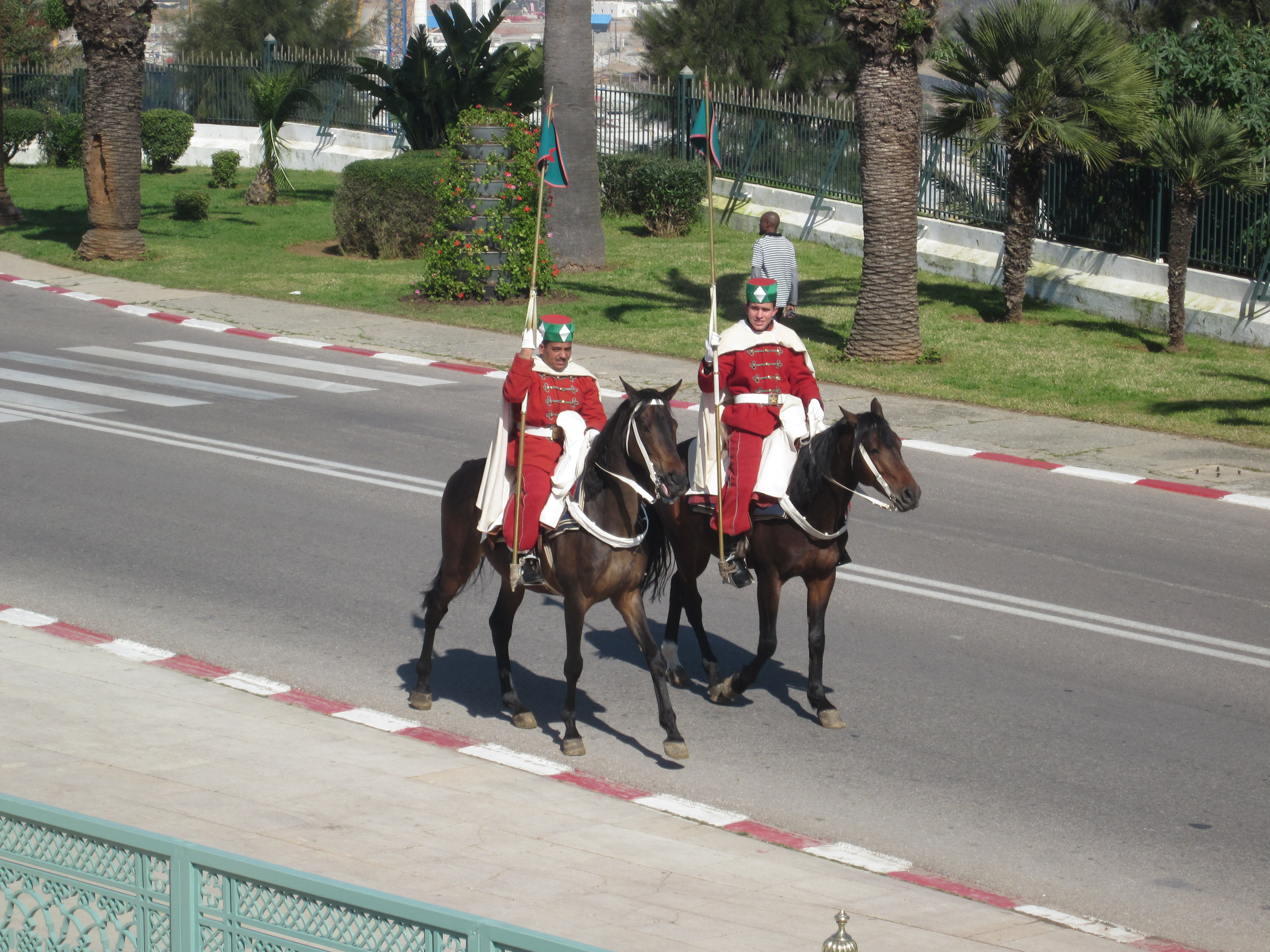
Gardes montés en patrouille devant le mausolée en 2011.
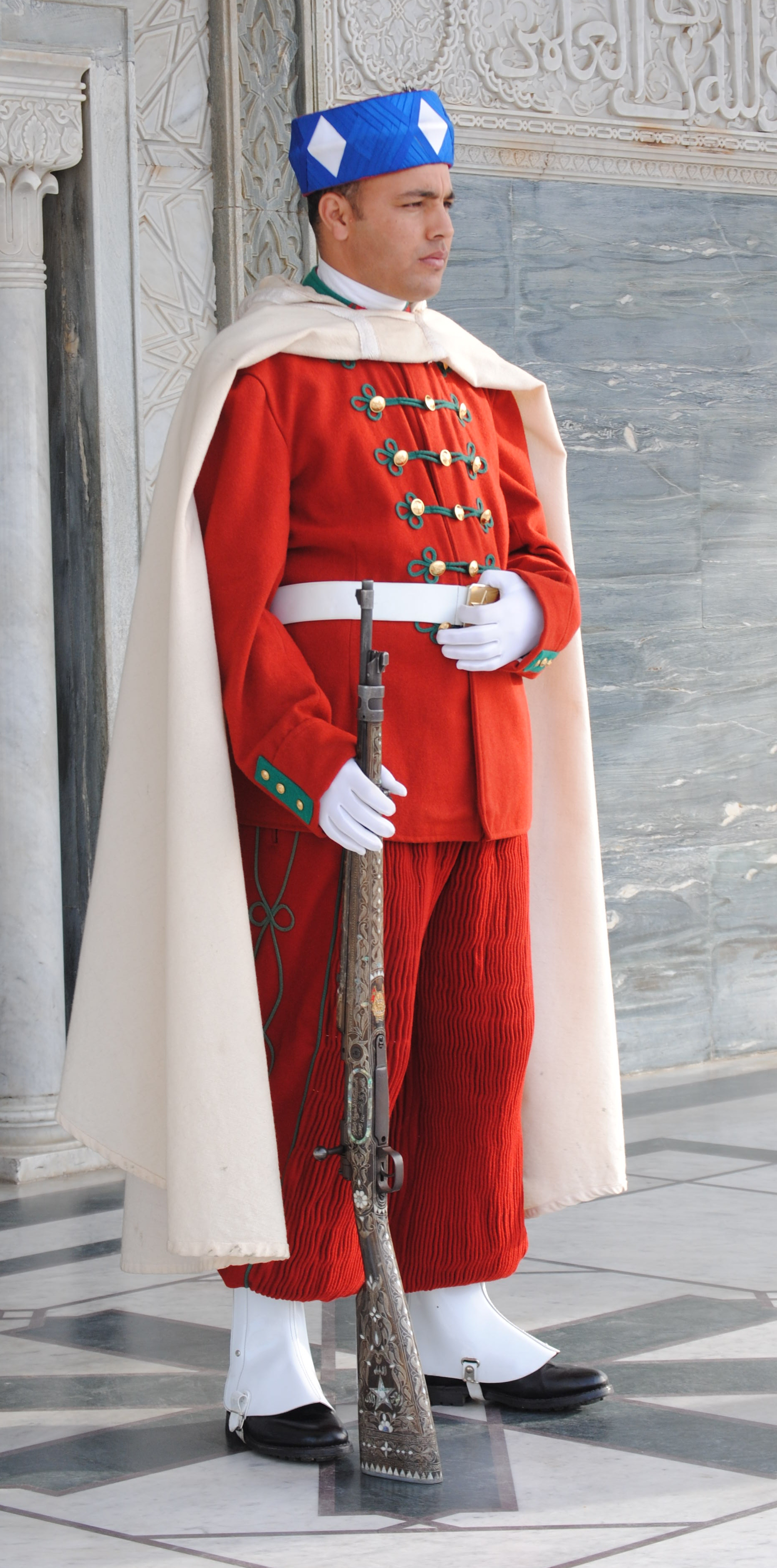
Garde à pied devant le mausolée en 2012.

## Organisation
Les cavaliers de la Garde sortent pendant les fêtes nationales et religieuses, escortent le Roi et accueillent les chefs d'État étrangers. La Garde royale entraîne également ses chevaux aux sports équestres.